# Diapositivas
Diapositivas es el segundo álbum del cantante y guitarrista de rock argentino JAF, editado en 1990 por RCA Records.

## Detalles
Luego de haber comenzado su carrera solista con el álbum anterior Entrar en vos, JAF presentó su segundo trabajo en 1990, en el cual incluye una versión en castellano de la balada "Wonderful Tonight" de Eric Clapton. 
El resto de los temas del disco fueron compuestos, letra y música, por JAF.
El álbum fue grabado en junio de 1990 en los Estudios ION, y JAF en esta ocasión también participó en las mezclas junto al ingeniero Jorge Da Silva. 
Este trabajo alcanzó la certificación de “disco de oro”.
La tapa del álbum muestra una foto del artista casi de espaldas, sobre un fondo difuminado y con el agregado de su nombre y una diapositiva con el título del disco.

## Lista de canciones
Todas las canciones compuestas por JAF salvo el tema 6, compuesto por Eric Clapton.

| N.º | Título                     | Duración |  |
| 1.  | «Vamos Rock and Roll»      | 3:21     |  |
| 2.  | «El duro cemento»          | 2:58     |  |
| 3.  | «Diapositivas»             | 4:56     |  |
| 4.  | «Párpados 1ª parte»        | 4:27     |  |
| 5.  | «El Boggie del niño pobre» | 2:43     |  |
| 6.  | «Maravillosa esta noche»   | 3:46     |  |
| 7.  | «¡Aguante Rock and Roll!»  | 3:50     |  |
| 8.  | «El niño de algodón»       | 4:08     |  |
| 9.  | «Negro blues»              | 4:28     |  |
| 10. | «Líquidos de amor»         | 3:55     |  |
| 11. | «Párpados 2ª parte»        | 3:02     |  |

## Créditos
- JAF: guitarra, voz
- Omar Piñeyro: teclados
- Beto Topini: batería y armónica
- Raúl Golberg: bajo
- Bebe Ferreyra: trombón
- Richard Nant: trompeta
- Pablo Rodrigues: saxo tenor
- Daniel Yaria: guitarra en n.º 5
- Luis Yaria: armónica en n.º 5
- Jorge "Portugués" Da Silva: ingeniero